# 怠惰

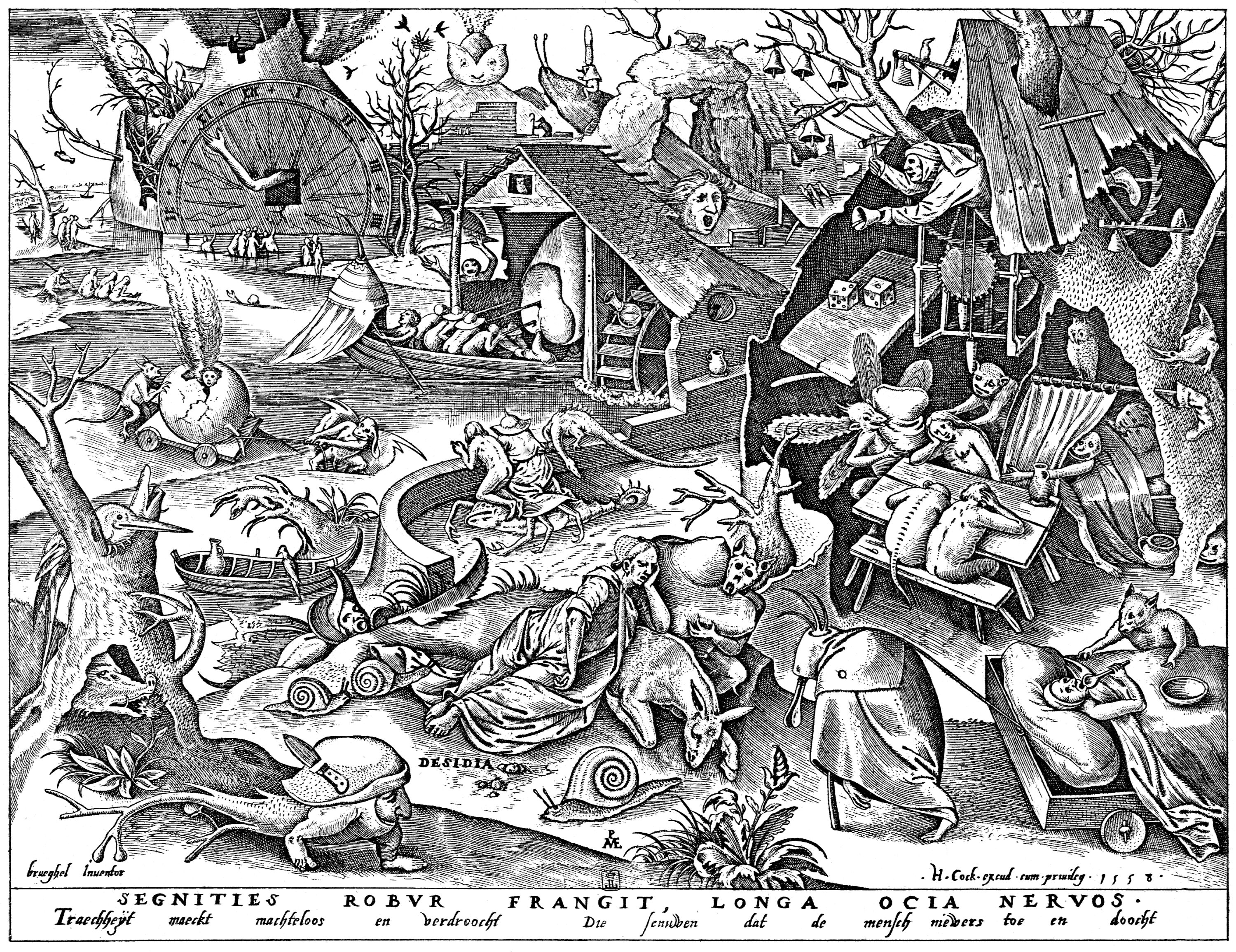
ブリューゲル「七つの大罪シリーズ」より

怠惰（たいだ）とは、すべきことを怠ける様子を表す言葉である。

## 心理学において
ジークムント・フロイトの快楽原則の議論に関して、 レオナルド・カーマイケル  は“怠惰は心理学の専門書の目次にはほとんど出てくる単語ではない。現代心理学の後ろめたい秘密は詩人が詩を書くことや春のゴルフ日和の日に科学者が研究所に籠ることの動機付けを理解することより(オペラント箱の実験において)渇望したネズミと飢えた鳩がレバーを押すことへの動機付けについて理解することがより求められていることだ。“と述べている。また、怠惰を意欲消失やADHD、抑うつ、睡眠障害、統合失調症などの精神障害の症状などと混同してはならない。怠惰はメンタルヘルスの問題というよりかは習慣に問題がある。自尊心の欠如、他者からのいい認識の欠如、自信のなさに起因する練習の欠如、活動への興味とその効果を信じることの欠如が反映され得るとされる。怠惰は引き延ばしや迷いから生じる。勉強への意欲から示唆されたことは怠惰は主に意欲の減少から生じ、さらに強い刺激や過度の衝動、気を散らすものからも生じ得るということだ。刺激や衝動などからの報酬や喜びによりドーパミンの放出や神経伝達物質の応答が増加する。これらのドーパミンがより多く放出されるほど、生産的で価値ある行動への評価、受容の不寛容性が増大する。この感覚の鈍化はニューラルパターンの鈍化やリスク認識へ前部島皮質にネガティブな影響が起こる。

## 日本語ブログ発の流説
以下の記述には学術的根拠はない。2023年1月から日本語版ウィキペディアにもキリスト教の通説と偽って記載されていた。
キリスト教では怠惰(sloth) は七つの大罪の一つに数えられる。他の６つが人の欲を発端にするのに対し、こちらは逆に放棄を端にする言葉である。そのため、怠惰は「仕事をせずに怠けている状態」ではなく、宗教で定められた安息日を使わず働き続ける事であり、本来の自分の姿を見失うことを戒めるというのが本来の教義である。。